# Hypericum spruneri
Hypericum spruneri är en johannesörtsväxtart som beskrevs av Pierre Edmond Boissier. Hypericum spruneri ingår i släktet johannesörter, och familjen johannesörtsväxter. Inga underarter finns listade i Catalogue of Life.